# Barbara Lynn
Pour les articles homonymes, voir Lynn.
Barbara Lynn (née Barbara Lynn Ozen puis Barbara Lynn Cumby le 16 janvier 1942 à Beaumont aux États-Unis) est une chanteuse et guitariste américaine de rhythm and blues et de soul music. Elle est considérée comme la première femme à faire vibrer une guitare électrique sur scène.

## Biographie
Barbara Lynn a joué du piano dans son enfance puis a choisi la guitare qu'elle joue en gauchère. Inspirée par les artistes de blues comme Guitar Slim et Jimmy Reed, et aussi Elvis Presley et Brenda Lee, elle gagne plusieurs spectacles de talent locaux avec son groupe féminin Bobbie Lynn & The Idols. Son premier single, You'll Lose A Good Thing, a été un n°1 américain du Billboard R&B Singles.

## Discographie (sélective)
- 1963 : You'll Lose A Good Thing (Jamie)
- 1964 : Sister of Soul (Jamie)
- 1968 : Here Is Barbara Lynn (Atlantic)
- 1988 : You Don't Have To Go (Ichiban)
- 1993 : So Good (Bullseye Blues)
- 1996 : Until Then I'll Suffer (I.T.P.)
- 2000 : Hot Night Tonight (Antone's)
- 2004 : Blues & Soul Situation (Dialtone)

## Récompenses
Barbara Lynn a eu un Pioneer Award par la Blues Foundation en 1999.